# (21873) Jindřichůvhradec
21873 Jindrichuvhradec (1999 UU3) – planetoida z pasa głównego asteroid okrążająca Słońce w ciągu 5,6 lat w średniej odległości 3,15 j.a. Odkryta 29 października 1999 roku.